# أنا وعمتي أمينة (مسلسل)
أنا وعمتي أمينة هو مسلسل سوري اجتماعي من بطولة فاديا خطاب، عبد الهادي الصباغ، عمر حجو، ديمة قندلفت، رضوان عقيلي، سلوى جميل، جيهان عبد العظيم، وظهرت فيه لأول مرة الممثلة السورية دينا هارون. المسلسل من تأليف نذير دقاق وإخراج محمد الشيخ نجيب.

## قصة المسلسل
مسلسل من 15 حلقة تبدأ قصة العمل بأعتزال الفنانة المسرحية الكبيرة أمينة (فاديا خطاب) وتتفرغ لحنينها لأسرتها التي لم تر أحداً منهم منذ 30 عاماً. وتبدأ مسرحية حقيقة على مسرح الحياة. ترى من يمثل عليها؟ ومن يحبها حقيقة وبالفعل؟ كيف استطاعت كشف حقيقة مشاعر كل منهم ومعرفة نواياهم كل على حدة؟ فلمن ستذهب ثروتها في نهاية المطاف؟

## طاقم التمثيل
| الممثل/ة         | الدور | الشخصية |
| ---------------- | ----- | ------- |
| فاديا خطاب       |       |         |
| عبد الهادي صباغ  |       |         |
| عمر حجو          |       |         |
| ديمة قندلفت      |       |         |
| رضوان عقيلي      |       |         |
| سلوى جميل        |       |         |
| جيهان عبد العظيم |       |         |
| دينا هارون       |       |         |